# Тайная империя (Marvel Comics)
Тайная империя (англ. Secret Empire) — вымышленная организация, фигурирующая в комиксах издательства Marvel Comics.

## История публикации
«Тайная империя» впервые появилась в Tales to Astonish #81 и была создана Стэном Ли и Джеком Кирби.

## Вымышленная история организации
Эта подрывная организация возглавлялась рядом разных лидеров, всегда известных как «Номер Один», причем цели каждой итерации соответствовали желаниям ее нынешнего лидера. Тайная империя была основана ученым, который чувствовал себя анонимным человеком. Организация началась как преступное предприятие, дочерняя компания Гидры, которая предоставила ему финансовую поддержку. Тайная Империя отвлекала внимание властей, таких как Щ. И.Т.. От деятельности Гидры, хотя оригинальный номер один стремился оторваться от Гидры. Тайная Империя наняла наемного Бумеранга, чтобы украсть планы ракет Ориона, но он был побежден Халком. В попытке взорвать Халка, Номер Один вместо этого покончил с собой.
Некоторое время спустя организация перегруппировалась под новым Номером Один. Эта секретная империя проникла в бренд-корпорацию Roxxon Oil, пыталась погубить репутацию Капитана Америки и похитила нескольких мутантов, в частности Хавока, Полярис, Зверя, Человека-льда, Архангела, Вдохновителя, Месмеро, Пузыря и Унуса Неприкасаемого, — чтобы использовать свою энергию для Власти «летающая тарелка». Номер Один приземлился на Тарелке на лужайке Белого Дома и после победы над «заменяющим» героем Империи — первым Лунным камнем — потребовал от правительства контроля над ним, или он взорвал ядерное оружие во всех крупных американских городах. Тайная империя потерпела поражение от Капитана Америки, Циклопа, Сокола и Джин Грей, а Капитан Америка преследовал Номера Один в Белом доме. Вместо того, чтобы схватить его, Номер Один разоблачил себя, а затем покончил жизнь самоубийством. Было обнаружено, что лидер Тайной империи был очень высоким должностным лицом правительства США, пытавшимся совершить государственный переворот. Хотя его личность и лицо никогда не раскрываются читателю, в диалоге четко сказано, что Номер Один был президентом Соединенных Штатов. Правительство скрыло свою вину и самоубийство с помощью двойника. Это привело к тому, что Капитан Америка некоторое время отказывался от своей роли и принимал на себя роль Номада. История была впервые опубликована в 1973 году, когда президентом был Ричард Никсон, втянутый в то время в скандал с Уотергейтом. Писатель Стив Энгельхарт специально предназначил эту проблему как метафору случая Уотергейта и эпохи Никсона.
Позже, Профессор Пауэр стал новым номером один. Он стремился вызвать ядерную войну между США и Советским Союзом. Защитники победили Профессорскую Власть и Тайную Империю, а также их агентов Безумную Собаку и Мутанта.
Гейб Джонс, агент Щ. И.Т., назначается Ником Фьюри, чтобы проникнуть в группу, пытаясь ее уничтожить.
Тайная Империя также стремилась уничтожить Лунного рыцаря, который, как они считали, нарушил некоторые из их операций (см. Marc Spector: Moon Knight # 19-21). Настоящей виновной стороной был полубог Лунный рыцарь, и когда Лунный рыцарь и его приятель столкнулись с Тайной Империей, Полуночник был поражен энергетическим взрывом от нового лидера группы — таинственного числа 7. Лунный рыцарь отказался от своего приятеля, полагая, что он мертв Но на самом деле он был все еще жив, хотя и был ужасно обезображен и искалечен. Номер 7 приказал, чтобы Полуночник превратился в киборга, со своей ненавистью к Лунному рыцарю (за то, что его бросил его наставник) и механической отказоустойчивостью, которая заставила его страдать от сильной боли, если он не подчинился Номеру 7.
Во время Round Robin Story в Amazing Spider-Man Полнуночник был отправлен на свою первую миссию: похитил супер-героя Нову, чтобы Тайная Империя могла превратить его в киборга. Этот план включал в себя злодея Тандербола, который сам был гением кибернетики. План был сорван группой Новы, Человека-паука, Лунного Рыцаря, Карателя и Ночного Громилы. Во время сражения медсестра Тайной Империи назначала ремонтные работы, чтобы роботизированные части тела Полуночника отключили отказоустойчивый номер 7, предназначенный для противодействия Полуночнику от мести против него за искажение/калечение его, позволяя Полуночнику убить Номера 7 и взять на себя управление Тайной Империей, Однако по ходу выяснилось, что его няня (а теперь и любовница) тоже была киборгом. Лояльный последователь первоначального основателя (исходный номер 1), она служила прототипом процесса, используемого для превращения Полуночника в получеловека, полумашину, в которой он стал, в той степени, что она позволила себя обезобразить и искалечить, чтобы облегчить ее превращение в становление киборга. Осознание того, что его любовник было безумным, вызвало Полуночника, чтобы помочь своему наставнику и его союзникам в борьбе с медсестрой, в конечном счете пожертвовав его жизнью, чтобы уничтожить ее.
Тайная империя позже была частью заговора, чтобы разделить империю Уилсона Фиска, Кингпина, которая потеряла контроль. Встреча проходила в Лас-Вегасе под прикрытием «конвенции» Тайной Империи. Многие члены Тайной Империи просто считают, что это такая организация, как «Масоны» или «Клуб лосей», который был идеальным прикрытием для преступных предприятий.
Каратель сразу об этом узнал, и Империя отправила два атакующих отряда, чтобы напасть на него. Первый отряд убит полностью. Вторая группа, мотоциклетная бригада под названием «преторианцы», ушла, хотя и с большими потерями.
Во время кроссовера Dead Man’s Hand различные военачальники, присутствующие на собрании, начинают атаковать друг друга почти сразу. Микки Фондоззи и Микрочип, соратников Карателя, были схвачены, когда шпионили за Штрукером и утверждали, что они Четыре и Восемь, члены Тайной Империи. Империя узнает об этом с помощью шпиона в группе Гидры. По случайному совпадению, «Четыре и восемь» на самом деле не поехали в Лас-Вегас, и этого было достаточно, чтобы убедить других, что они стали предателями. Империя посылает преторианцев убивать всех участников, но Микки, Микро и Штрукер выживают. Дальнейшие встречи не привели к какому-либо прогрессу, и члены «Тайной Империи» покинули Лас-Вегас на самолете.
Планы Империи находятся под пристальным вниманием «Брокера благоприятствования», противника Номада. Он объединяется с Карателем и Сорвиголовой, пытаясь сорвать собрание. Все, что им удается сделать, это убить некоторых лакеев и ниндзя Руки и захватить Слизня.
Спустя некоторое время агенты Тайной Империи сражаются с группой бдительности, известной как «Жюри». Тайная империя затем становится вовлеченной в борьбу за контроль над прибыльными судоходными путями в преступных целях.
Было обнаружено, что Тайная Империя располагала подземным городом под Цинциннати, когда Секретные Мстители открыли Совет Теней в своем заговоре, чтобы сделать там большую версию временной машины Доктора Дума.
В рамках All-New, All-Different Marvel, Тайная Империя позже борется с Соколиным глазом (Кейт Бишоп). Беспомощная Кассандра Ланг пытается помочь и почти убита в этом процессе.
Для их первой миссии американские войска сражались с Тайной Империей. Во время борьбы с Тайной Империей, форма Роберта Маверика «Красный Халк» смогла выровнять свою вулканическую островную базу.

## Члены

### Текущие члены
- Кэлвин Бурлингейм — отец Чагёл.
- Чир Чадвик — член элиты, который имеет связи с Тайной Империей. Она дочь Геспера Чадвика и племянница Уильяма Таури.
- Чадвик — член элиты, который имеет связи с Тайной Империей. Он отец Чира Чедвика и шурин Уильяма Таури.
- Ричард Чольмондели -
- Томас Глостер — британский дворянин.
- Шоктроперс -
- Уильям Таури — член элиты, который связан с Тайной Империей. Он — дядя Чира Чедвика и зятя Геспера Чадвика.
- Харкорт Виккерс -

### Бывшие члены
- Бумеранг
- Бензопила
- Чагёл
- Церковь Линн
- Облако
- Доктор Фауст
- Линда Дональдсон
- Г-н Фаррелл
- Гаргантюа
- Грифон
- Квентин Хардман — глава комитета по восстановлению американских принципов.
- Карга
- Джавелин
- Бешеная собака
- Карл Маддикс
- Полуночник
- Лунный камень
- Бо Олсен
- Преторианец
- Профессор Власть
- Фомино воскресенье
- Джей Сэнфорд
- Серафим
- Тандербол
- Трикшот
- Тумблер
- Гадюка (Джордан Страйк)
- Гадюка (Мадам Гидра)
- Мартин Уиллис
- Вайр
- Дух времени

### Другие члены
Эти члены являются либо почетными, либо резервными членами Тайной Империи:
- Грубая сила
- Полевой камень
- Гарпун
- Иней
- Хупснейк
- Болванка
- Лоблолли
- Скарум
- Смотровой огонь
- Братство мутантов
- Пузырь
- Вдохновитель
- Неприкасаемый
- Мутантная сила
- Барнер
- Толкатель
- Пиперс
- Шокер (Рэндалл Дарби)
- Слизер
- Сикерс
- Чайн
- Грасп
- Звуковой

## Вне комиксов
- «Тайная империя» появилась в сегменте Невероятный Халк в The Marvel Super Heroes. В этой внешности они наняли Бумеранга, чтобы уничтожить Халка.
- В интервью исполнительным продюсерам телесериала Агент Картер Таре Баттерс и Мишель Фазекас выяснилось, что Совет Девяти — воплощение Тайной Империи.[15] Известные члены включают Хью Джонса, Кэлвина Чадвика, Томаса Глостера и Мортимера Хейса с Верноном Мастерами в качестве их помощника. Совет Девяти впервые появился в серии «Взгляд в темноту», где Хью Джонс и Томас Глостер сообщают Кэлвину Чадвику, что программа Исодин должна быть закрыта после недавних событий, связанных с Нулевой Матерью, и что Кальвин должен сосредоточиться на своей сенаторской кампании. В эпизоде "Дым и зеркала" выяснилось, что Совет девяти стоял за убийством Уильяма Мак-Кинли и в Черного Вторника. В эпизоде "Атомная работа" Келвин Чадвик устает от мотивов жены Уитни Фроста и призывает кого-то устроить экстренное совещание с Советом Девяти. В эпизоде "Жизнь партии" члены Совета Девяти посещают вечеринку, где они встречаются конфиденциально в комнате, которую тайно наблюдала Дотти Андервуд. Когда Кальвин пытается передать Уитни Совету Девяти, Уитни поглощает двух мужчин, которые схватили ее, Кельвина Чадвика, Томаса Глостера и некоторых других членов Совета Девяти, а Хью Джонса, Мортимера Хейса и двух других членов пощадили. Контролируя Совет Девяти, Уитни говорит Хью Джонсу, чтобы Мастера Вернона довели его до скорости, когда Совет Девяти находится под новым руководством, а затем говорит Мортимеру Хейсу использовать газеты, чтобы скрыть исчезновения тех, кого она только поглотила. В эпизоде "Монстры" Уитни Фрост говорит в мемориале за пределами Anvil Studios, заявив, что Кэлвин Чадвик, Томас Глостер и те, кто был с ними, погибли в результате инцидента, который произошел в море.